# Christopher Schorch
Christopher Schorch (* 30. Januar 1989 in Halle (Saale)) ist ein ehemaliger deutscher Fußballspieler und heutiger -funktionär. Seit März 2022 ist er für den 1. FC Bocholt tätig.

## Spielerlaufbahn

### Vereine

#### Kindheit und Jugend
Christopher Schorch wuchs im halleschen Stadtteil Neustadt auf. Seine Eltern waren Schichtarbeiter in der örtlichen chemischen Industrie. Um Schulprobleme in den Griff zu bekommen, meldete ihn der Vater in der Fußballabteilung des Nietlebener SV Askania 09 an. Hier übernahm er die Position des Abwehrspielers, die er in der Folgezeit beibehielt.
Vom Nietlebener SV wechselte Schorch auf die Sportschule des Halleschen FC, dem bekanntesten Verein der Stadt. Aufgrund der von ihm hier gezeigten Konstanz bekam er in dieser Zeit die Möglichkeit, in Landesauswahlen zu spielen und an Sichtungslehrgängen teilzunehmen. Ein Beinbruch verhinderte jedoch die Fortsetzung der noch jungen Karriere.

#### Hertha BSC
Dennoch nahm der Bundesligist Hertha BSC den Rekonvaleszenten Schorch für die Saison 2004/05 unter Vertrag. Als Folgewirkung des Beinbruchs konnte er sich hier nur langsam beweisen und spielte unregelmäßig. Schließlich setzte er sich durch und wurde Stammspieler der zweiten Formation, die in der drittklassigen Regionalliga Nord spielte. Aufgrund der gezeigten Leistungen wechselte Christopher Schorch dann ab der Winterpause der Saison 2006/07 in den Profikader des Vereins, bestritt bis zum Ende der Spielzeit jedoch nur 2 Spiele.
In einer Unterredung im Juni 2007 über seine Perspektiven kam es zu einer Auseinandersetzung mit dem damaligen Manager der Hertha, Dieter Hoeneß. Daraufhin sah Schorch nach eigenen Angaben keine Zukunft mehr im Verein und wollte sofort wechseln. Er zog aus dem Hertha-Internat aus und versuchte, im Rahmen eines Rechtsstreits seinen Vertrag vorzeitig zu kündigen.

#### Real Madrid
Im Juli 2007 unterschrieb Schorch einen bis 2012 laufenden Vertrag bei Real Madrid. Die Ablösesumme belief sich auf eine Million Euro. Zunächst war unklar, ob er in der ersten oder der zweiten Mannschaft des Vereins eingesetzt werden würde. Am 27. Juli 2007 teilte Schorchs Berliner Anwaltskanzlei mit, er sei für die Primera División vorgesehen. Nach seiner Ankunft in Madrid bestätigte Schorch dagegen, dass er in der drittklassigen Segunda División B für Real Madrid Castilla eingesetzt werde. Nach anfänglichen Schwierigkeiten und nur zwölf Spielen in der Zweitmannschaft von Real in der Saison 2007/08 schaffte er es zu Beginn der folgenden Spielzeit in die Stammmannschaft, sodass im November 2008 der damalige Trainer des A-Kaders, Bernd Schuster, ein Aufrücken bis spätestens Sommer 2009 in Aussicht stellte. In der zweiten Saisonhälfte fiel Schorch jedoch lange verletzungsbedingt aus und kam nur auf drei Einsätze.

#### Rückkehr nach Deutschland
Zur Saison 2009/10 wechselte er zum 1. FC Köln und unterschrieb einen Vierjahresvertrag. Nachdem Schorch sich am 3. März 2010 im U-20-Länderspiel gegen die Schweiz einen Kreuzbandriss zugezogen hatte, konnte er für den Rest seiner ersten Saison beim FC nicht mehr eingesetzt werden.
Im August 2011 wurde er bis zum Saisonende an den Zweitligisten Energie Cottbus ausgeliehen, für den er 10 Spiele bestritt. Im Februar 2014 wurde er nach einem halben Jahr Vereinslosigkeit von der zweiten Mannschaft des VfL Bochum verpflichtet. Zur neuen Spielzeit 2014/15 schloss er sich dem Drittligisten MSV Duisburg an. Dort wurde er regelmäßig in der Verteidigung aufgeboten, konnte sich allerdings keinen festen Stammplatz erkämpfen. 2015 gelang der Aufstieg in die 2. Bundesliga, sein Vertrag lief allerdings am Saisonende aus.
Im Oktober 2015 wechselte der bis dahin vereinslose Schorch zum mittlerweile in die dritte Liga abgestiegenen FC Energie Cottbus. Nachdem er mit Energie Cottbus in die viertklassige Regionalliga abgestiegen war, wechselte er im Sommer 2016 zum FSV Frankfurt.
Anfang Mai 2017 unterschrieb er einen Dreijahresvertrag beim KFC Uerdingen 05. In der Saison 2017/18 schaffte er mit dem Verein den Aufstieg in die 3. Liga. Am 29. Januar 2019 gab der Verein die Freistellung Schorchs bekannt. Im Februar 2019 absolvierte Schorch drei Testspiele mit dem US-amerikanischen MLS-Franchise Chicago Fire während dessen Trainingslagers in Madrid. Es kam jedoch zu keiner Verpflichtung.
Im Mai 2019 unterschrieb Schorch einen bis Juni 2021 gültigen Vertrag beim Regionalligisten 1. FC Saarbrücken. Mit Saarbrücken stieg er in der Saison 2019/20 als Meister in die 3. Liga auf, außerdem erreichte man im DFB-Pokal das Halbfinale.
Zur Saison 2021/22 wechselte er zum Wuppertaler SV in die Regionalliga West. Nach einer fast einjährigen Knieverletzung sowie Komplikationen nach einem operativen Eingriff verkündete er am 8. März 2022 sein Karriereende.

### Nationalmannschaft
Schorch hat für die deutsche U16-Nationalmannschaft ein Spiel bestritten. Am 9. März 2005 wurde er beim Junioren-Länderspiel gegen die Schweiz (0:0) in Berlin von Beginn an eingesetzt. Danach wurde er in die U-17 berufen. Insgesamt absolvierte er hier 16 Länderspiele und erzielte vier Tore. Sein erstes U-17-Juniorenspiel bestritt Schorch am 14. September 2005 beim 7:0 gegen Katar in Aurich. Anschließend wechselte er in die deutsche U-20-Nationalmannschaft und debütierte am 7. September 2007 im Spiel gegen die Niederlande; insgesamt kam er zu vier Einsätzen in der U-20.

### Erfolge als Spieler
- Vizemeister der 3. Liga 2015 und Aufstieg in die 2. Bundesliga (mit dem MSV Duisburg)
- Meister der Regionalliga West 2017/18 und Aufstieg in die 3. Liga (mit dem KFC Uerdingen 05)
- Meister der Regionalliga Südwest 2019/20 und Aufstieg in die 3. Liga (mit dem FC Saarbrücken)

## Laufbahn als Geschäftsführer
Im März 2022 begann Schorch als Mitarbeiter im Sportmanagement beim damaligen Oberligisten 1. FC Bocholt, nachdem er bereits privat, aufgrund seiner Beziehung zu der Fußball-Zweitligaspielerin Celine Preuß (Borussia Bocholt), in Bocholt gewohnt hatte. Im Mai 2023 wurde er zum Geschäftsführer Sport und Organisation des Vereins befördert.

## Trivia
Im November 2009 infizierte sich Schorch als erster Bundesliga-Profi mit dem H1N1-Virus („Schweinegrippe“).